# Споменик природе Шума Кошутњак
Шума Кошутњак, у народу познат као Кошутњак, је парк-шума у Београду. Према Закону о заштити природе („Службени гласник РС“ бр. 36/2009, 88/2010“) представља споменик природе.

## Положај и пространство
Налази се на територији града Београда, на подручју двеју општина: Чукарица и Раковица. Површина овог заштићеног природног добра износи укупно 266 хектара, 99 ара и 88 m².

## Законска регулатива
На основу Регулативе заштићених добара, спада у категорију споменика природе ботаничког карактера и тренутно је покренут поступак
доношења акта о његовој заштити.